# Chaudhry Shujaat Hussain
Chaudhry Shujaat Hussain (Gujrat (Brits-Indië), 27 januari 1940) is een Pakistaans politicus. Hij was in het verleden premier van Pakistan.

## Levensloop
Shujaat Hussain werd in 1981 lid van het nationale parlement van Pakistan. In 1985 werd hij minister van Industrie in de regering van premier Mohammed Khan Junejo. Later diende hij als minister van Informatie en Media (1987-1988), minister van Industrie en Productie (1987-1988), minister van Binnenlandse Zaken (1990-1993) en minister van Binnenlandse Zaken en Drugsbestrijding (1997-199). Tussen de ministerschappen in was hij meestal lid van het parlement. Van 1988 tot 1990 was hij oppositieleider namens de Pakistan Muslim League (N). De politicus was ook op provinciaal niveau actief. Van 1997 tot 1999 was hij voorzitter van de PML-N in de provincie Punjab.
Nadat de zittende regering in 1999 was afgezet door generaal Pervez Musharraf verlieten verschillende dissidenten onder leiding van Miam Mohammed Azhar de PLN-N en richtte de Pakistan Muslim League (Q) (PML-Q) op. Shujaat Hussain ging aanvankelijk niet mee, maar voegde zich later, nadat partijleider Nawaz Sharif in ballingschap was gegaan, alsnog bij de nieuwe partij. Namens PML-Q werd hij bij de verkiezingen in oktober 2002 gekozen in het parlement. Nadat Zafarullah Jamali zich in 2004 onverwachts terugtrok als premier werd Shaukat Aziz, minister van Financiën, naar voren geschoven als premier. Omdat deze volgens de grondwet eerst lid van het parlement moest zijn Shujaat Hussain benoemd als interim-premier. Hij was slechts twee maanden minister. Een van zijn meest opvallende daden was dat hij de beenderen van de Chaudhry Rehmat Ali vanuit Cambridge naar Pakistan haalde. Rehmat Ali was de een Pakistaanse nationalist en bedenker van de naam Pakistan.
Na zijn aftreden werd Shujaat Hussain weer lid van het parlement. In juli 2007 bemiddelde hij in Islamabad bij de Rode Moskee tussen opstandelingen en het leger. Bij de parlementsverkiezingen in februari 2008 verloor de oud-premier zijn zetel in het parlement aan een kandidaat van Pakistan Peoples Party.
Liaquat Ali Khan · Khawaja Nazimuddin · Muhammad Ali Bogra · Chaudhry Muhammad Ali · Huseyn Shaheed Suhrawardy · Ibrahim Ismail Chundrigar · Feroz Khan Noon · Mohammed Ayub Khan · Nurul Amin · Zulfikar Ali Bhutto · Muhammad Khan Junejo · Benazir Bhutto · Ghulam Mustafa Jatoi ·
Nawaz Sharif · Balakh Sher Mazari · Nawaz Sharif · Moeenuddin Ahmad Qureshi · Benazir Bhutto · Malik Meraj Khalid · Nawaz Sharif · Pervez Musharraf · Zafarullah Khan Jamali · Chaudhry Shujaat Hussain · Shaukat Aziz · Muhammad Mian Soomro · Yousaf Raza Gilani · Raja Pervez Ashraf ·
Mir Hazar Khan Khoso · Nawaz Sharif · Shahid Khaqan Abbasi · Nasirul Mulk · Imran Khan · Shehbaz Sharif · Anwar ul Haq Kakar · Shehbaz Sharif